# ГЕС Єллоутеїл
ГЕС Єллоутеїл (англ. Yellowtail Dam) — гідроелектростанція у штаті Монтана (Сполучені Штати Америки). Знаходячись після ГЕС Бойсен (15 МВт), становить нижній ступінь у каскаді на річці Bighorn, правій притоці річки Єллоустоун, яка, своєю чергою, є правою притокою Міссурі (басейн Мексиканської затоки).
У межах проєкту річку перекрили бетонною арковою греблею висотою 160 метрів, довжиною 451 метр та товщиною від 7 (по гребеню) до 44 (по основі) метрів, яка потребувала 1182 тис. м3 матеріалу. Вона утримує витягнуте по долині річки на 114 км водосховище Bighorn Lake, яке сягає штату Вайомінг та має площу поверхні 70 км2. Об'єм цієї водойми становить 1,7 млрд м3, а рівень в операційному режимі може коливатись між позначками 1102 та 1109 метрів НРМ (у випадку повені останній показник збільшується до 1115 метрів НРМ).
Через водоводи діаметром по 3,6 метра ресурс зі сховища надходить у пригреблевий машинний зал, обладнаний чотирма турбінами типу Френсіс. При напорі у 151 метр це обладнання здатне забезпечувати виробництво 974 млн кВт·год електроенергії на рік.
Відпрацьована вода потрапляє у створений на Bighorn компенсаційний резервуар, який утримує бетонна гравітаційна гребля з бічними насипними ділянками висотою 12 метрів, довжиною 415 метрів та товщиною до 9 метрів.
Видача продукції відбувається по ЛЕП, розрахованих на роботу під напругою 115 кВ та 230 кВ.